# Walencja (wspólnota autonomiczna)
Walencja, Wspólnota Walencka (katal. Comunitat Valenciana, hiszp. Comunidad Valenciana) – wspólnota autonomiczna położona w południowo-wschodniej Hiszpanii ze stolicą w Walencji. W większości obejmuje historyczny region zwany Krajem Walencji (hiszp. País Valenciano), który do 1707 jako Królestwo Walencji (katal. Regne de València) wraz z Katalonią, Aragonią i Balearami tworzył historyczne Królestwo Aragonii. Od północy graniczy z Katalonią i Aragonią, od zachodu z Kastylią-La Manchą, od południa z Murcją.
Prezydentem jest Carlos Mazón z Partii Ludowej.
Wspólnota Walencka dzieli się na 3 prowincje:
- Walencja (Valencia/València)
- Alicante/Alacant
- Castellón/Castello

Najważniejszymi miastami wspólnoty są 3 stolice prowincji:
- Walencja (València)
- Castelló de la Plana
- Alicante/Alacant

Podstawą gospodarki jest rozwinięte rolnictwo, a przede wszystkim turystyka na wybrzeżu Morza Śródziemnego.
Języki urzędowe regionu to: hiszpański (kastylijski) i kataloński (w statucie noszący nazwę walenckiego). Język hiszpański dominuje w głębi kraju, na południu oraz na wybrzeżu, natomiast kataloński na północy i w małych wioskach. Ponieważ liczba użytkowników katalońskiego spada, Wspólnota Walencka została oficjalnie podzielona według granic XIX-wiecznych na część katalońskojęzyczną, w której kataloński jest promowany, i część kastylijskojęzyczną, w której wcale język kataloński nie jest używany i nauczany.
Podobnie jak w Katalonii, system władzy określa się mianem generalitat (Generalitat Valenciana). Zgromadzenie ustawodawcze Walencji nosi nazwę kortezów (katal. Corts Valencianes), zaś władzę wykonawczą sprawuje Rada (katal. Consell), na której czele stoi prezydent Generalitat (katal. President de la Generalitat). Walencja posiada prawo do samodzielnego decydowania o kadencji władz regionu i ustalania terminów wyborów.
Świętem wspólnoty jest Dzień Wspólnoty Walenckiej – 9 października.